# Basiliek van Gniezno
De basiliek van Gniezno of basiliek van de Hemelvaart van de Heilige Maagd Maria en St. Adalbert (Pools: Bazylika Archikatedralna Wniebowzięcia Najświętszej Marii Panny i św Wojciecha) is een gotische kathedraal van het aartsbisdom Gniezno gelegen in het Poolse Gniezno. 

## Geschiedenis
De kerk werd oorspronkelijk gebouwd in de 11e eeuw. Gegeven dat het Aartsbisdom Gniezno de zetel is van de primaat van Polen werden in de kathedraal heel wat koninklijke hoogheden gekroond.
In 1931 werd de kathedraal door paus Pius XI verheven tot basilica minor.
Tijdens de Tweede Wereldoorlog gingen de torens en het dak van het middenschip van de kathedraal in vlammen op, de zijbeuken en kapellen raakten hierbij slechts licht beschadigd. Bij de herstelwerkzaamheden werden de barokke en classicistische elementen van de 18e en 19e eeuw vervangen door de oorspronkelijke gotische elementen, zowel van kapellen als spitsen, tot bij de reconstructie van het altaarciborie.

## Interieur
De kerk is beroemd om zijn dubbele bronzen deuren, gemaakt in de periode 1160-1180. Elke deurvleugel meet 328 x 84 x 1,5 cm. Op de deuren bevinden zich 18 reliëfs die het leven en het belang van Sint Adalbert uitbeelden. De deuren werden zelden geopend, enkel bij de kroningen en belangrijke religieuze feestdagen werden ze geopend.
Het relikwieschrijn, in 1662 door Peter von der Rennen uit puur zilver vervaardigd, bevat de relieken van Sint Adalbert. Een graf in rood marmer voor bisschop Zbigniew Oleśnicki werd gebeeldhouwd door Veit Stoss.
In 2012 ontving de basiliek relieken van paus Johannes Paulus II. Zijn bloed wordt bewaard in een schrijn in de vorm van een kruis met inscriptie met de woorden Totus Tuus.

## Kroningen
- Bolesław I de Koene op 18 april 1025
- Mieszko II Lambert de Vadsige en zijn echtgenote Richeza van Lotharingen op 25 december 1025
- Bolesław II de Stoute en zijn echtgenote Wyszesława van Kiev op 25 december 1076
- Przemysł II en zijn echtgenote Margaretha van Brandenburg op 26 juni 1295
- Wenceslaus II van Bohemen in augustus 1300
- Dymitr Ivan Galicië-Wolynië op 24 april 1340

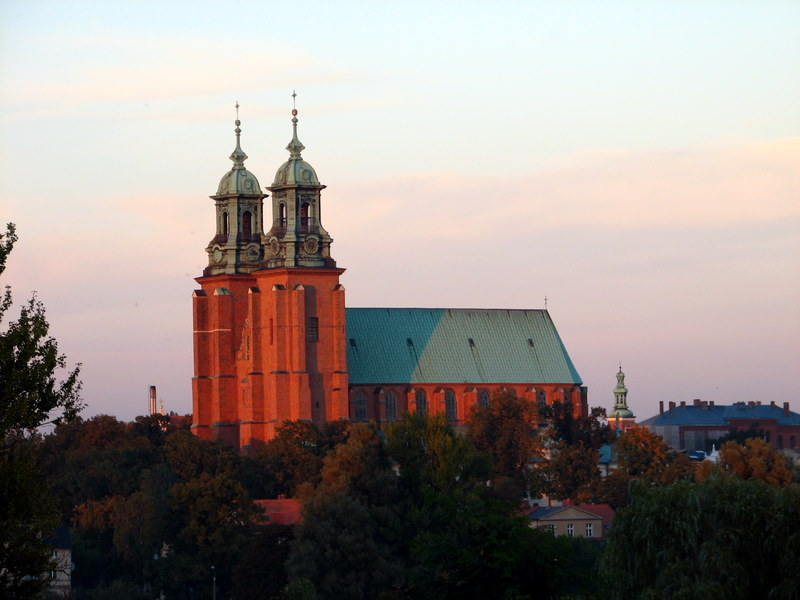
De basiliek van enige afstand
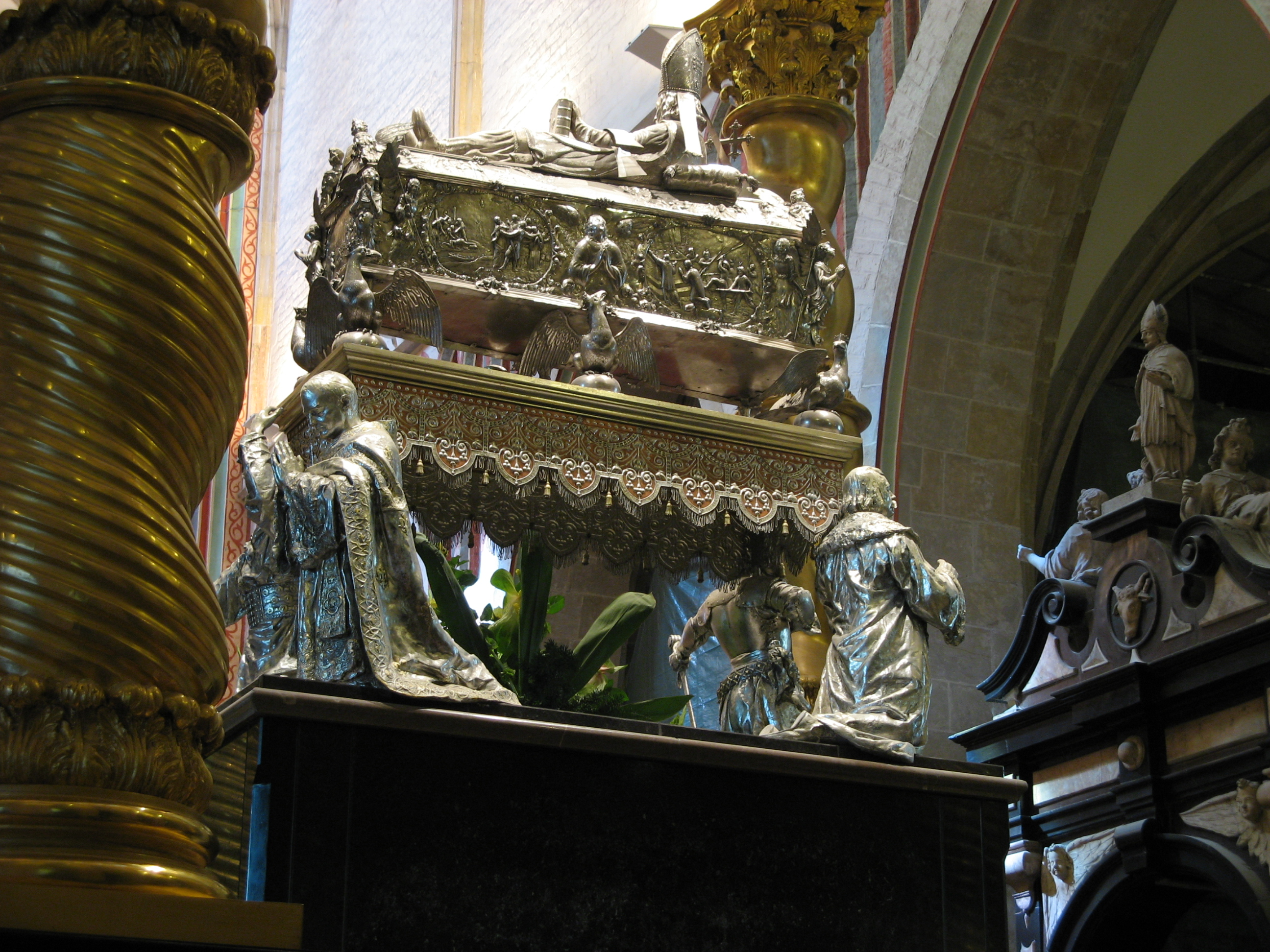
Reliekschrijn van St. Adalbert
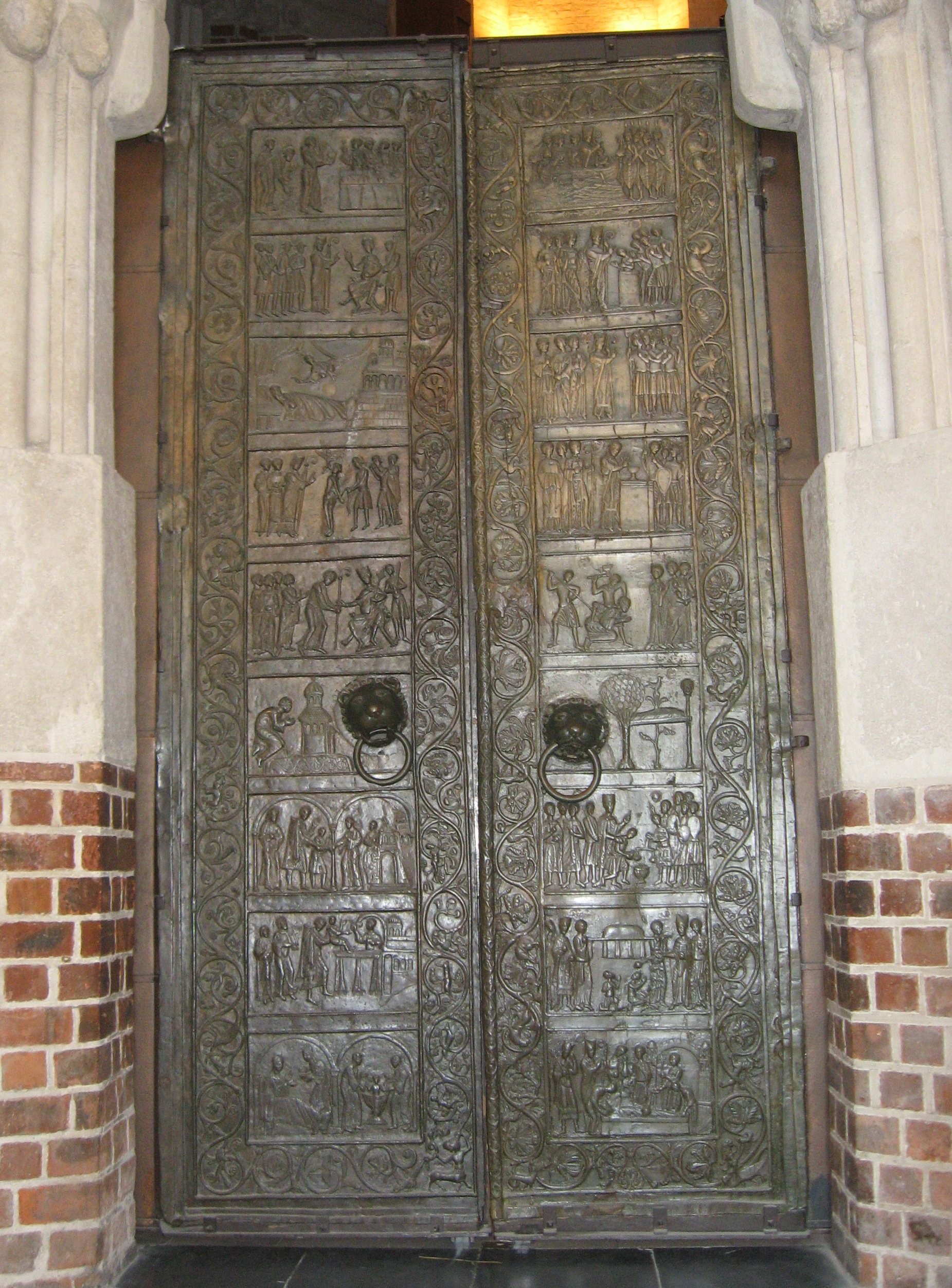
De bronzen deuren van de kathedraal